# Noè Ponti
Noè Ponti (ur. 1 czerwca 2001 w Locarno) – szwajcarski pływak specjalizujący się w stylu motylkowym i dowolnym, brązowy medalista igrzysk olimpijskich, wicemistrz świata na krótkim basenie i wicemistrz Europy.

## Kariera
W maju 2021 roku na mistrzostwach Europy w Budapeszcie zajął piąte miejsce w konkurencji 200 m stylem motylkowym, uzyskawszy czas 1:55,18. Na dystansie dwukrotnie krótszym był siódmy (51,45).
Trzy miesiące później podczas igrzysk olimpijskich w Tokio zdobył brązowy medal na 100 m stylem motylkowym i czasem 50,74 poprawił rekord Szwajcarii, który ustanowił dzień wcześniej w półfinale. W konkurencji 200 m stylem motylkowym uplasował się na 10. pozycji z czasem 1:55,37. Ponti płynął także w sztafecie 4 × 200 m stylem dowolnym, która zajęła szóste miejsce.